# Alfred Joseph Gummer
Alfred Joseph Gummer (Perthville, 18 marzo 1899 – Geraldton, 5 aprile 1962) è stato un vescovo cattolico australiano.

## Biografia
Alfred Joseph Gummer nacque il 18 marzo 1899 a Perthville.
Studiò presso la St. Joseph Convent School gestita dalle suore di San Giuseppe e in seguitò entrò nel seminario minore a Springwood nel 1915 fino al 1917 quando frequentò per un anno il Seminario di San Patrizio a Manly, un sobborgo di Sydney. Nel 1918 fu inviato a Roma per studiare presso il Pontificio Collegio Urbano conseguendo il dottorato di ricerca in filosofia.
Fu ordinato presbitero a Roma il 31 marzo 1923 dall'arcivescovo Giuseppe Palica.
Dopo l'ordinazione sacerdotale tornò in Australia incardinandosi nella diocesi di Bathurst.
Fu nominato viceparroco ed insegnante per la Boys' Secondary School a Dubbo e in seguito fu nominato ispettore scolastico nel 1927. Infine nel 1932 fu nominato parroco a Oberon.

### Ministero episcopale
Il 24 febbraio 1942 papa Pio XII lo nominò vescovo di Geraldton. Ricevette l'ordinazione episcopale il 19 marzo successivo per imposizione delle mani dell'arcivescovo Norman Gilroy.
Ebbe un profondo impatto nella vita spirituale della comunità della vasta area della diocesi ancora scarsamente popolata. Curò particolarmente la formazione religiosa e il catechismo di bambini e ragazzi e per ottimizzare l'educazione religiosa dei bambini, istituì il sistema cosiddetto religion by letter, affidando il ruolo alle suore in vari centri su tutto il territorio.
Resse la diocesi per 20 anni, morendo improvvisamente a Geraldton il 5 aprile 1962 all'età di 63 anni. Fu sepolto nel cimitero di Utakarra, un sobborgo di Geraldton.

## Genealogia episcopale e successione apostolica
La genealogia episcopale è:
- Cardinale Scipione Rebiba
- Cardinale Giulio Antonio Santori
- Cardinale Girolamo Bernerio, O.P.
- Arcivescovo Galeazzo Sanvitale
- Cardinale Ludovico Ludovisi
- Cardinale Luigi Caetani
- Cardinale Ulderico Carpegna
- Cardinale Paluzzo Paluzzi Altieri degli Albertoni
- Papa Benedetto XIII
- Papa Benedetto XIV
- Papa Clemente XIII
- Cardinale Marcantonio Colonna
- Cardinale Giacinto Sigismondo Gerdil, B.
- Cardinale Giulio Maria della Somaglia
- Cardinale Carlo Odescalchi, S.I.
- Cardinale Costantino Patrizi Naro
- Cardinale Serafino Vannutelli
- Cardinale Domenico Serafini, O.S.B.
- Cardinale Pietro Fumasoni Biondi
- Arcivescovo Filippo Bernardini
- Cardinale Norman Gilroy
- Vescovo Alfred Joseph Gummer

La successione apostolica è:
- Arcivescovo Launcelot John Goody (1951)